# Dent d'Hérens
El Dent d'Hérens es una montaña en los Alpes Peninos, situada al oeste del Cervino a lo largo de la frontera entre Italia (Valle de Aosta) y Suiza (Cantón del Valais). En el lado italiano de la cima el monte inicia la divisoria de aguas entre Valtournenche y Valpelline. En el lado suizo la montaña domina el glaciar de Zmutt.

## Altura
La altura aparece de manera distinta según la cartografía. La lista oficial de los cuatromiles de los Alpes, publicada por la UIAA en su boletín n.º 145, de marzo de 1994, indica que según la cartografía suiza más reciente, su cota es 4.171 m y, según la italiana igualmente más reciente, es 4.179 m. En el libro Cuatromiles de los Alpes por rutas normales, Richard Goedeke indica los 4.171 m de la cartografía suiza. 

## El topónimo
Por extraño que pueda parecer, la Dent d'Hérens debía haberse llamado en realidad Dent Blanche. Los nombres de estas dos montañas fueron invertidos cuando los geógrafos`procedieron al registro oficial de las cimas durante el siglo XIX. El nombre de origen parece más lógico, dado que la Dent d’Hérens del hoy llamado el valle homónimo mientras que esta cima nevada y afilada parecía verdaderamente un "diente blanco".

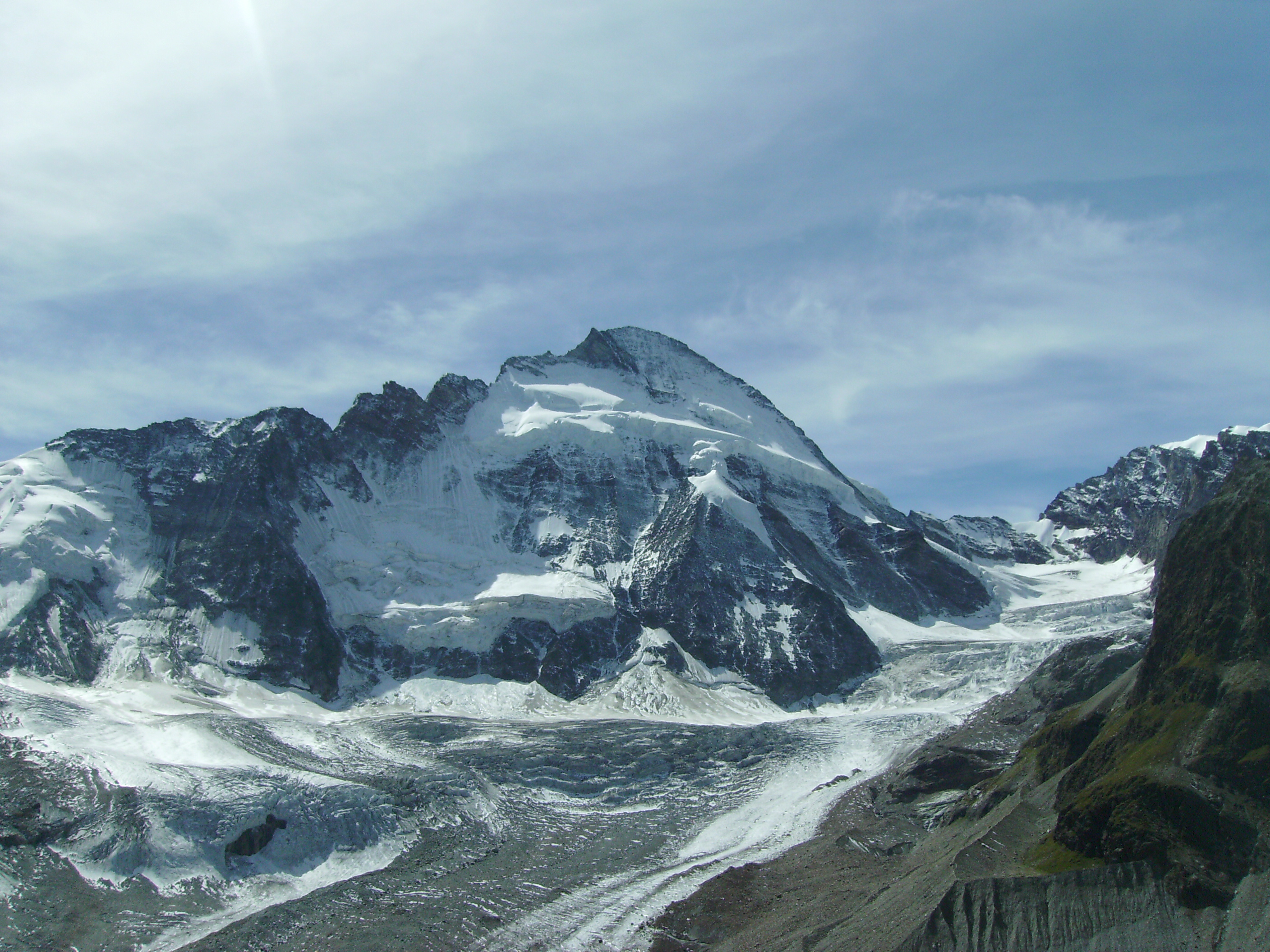
La Dent d'Hérens desde la Schönbielhütte.

El origen del topónimo es aún inseguro y no parecen haberse encontrado etimologías satisfactorias. Ni la grafía es totalmente segura; entre los alpinistas y los habitantes del valle la más difundida parece ser "d'Hérens", pero encontramos también las formas "d'Hérin" y "d'Hérins".[cita requerida].

## Historia de los ascensos
El primer ascenso a la cima data del 12 de agosto de 1863 por parte de Florence Crauford Grove, William Edward Hall, Reginald Somerled Macdonald, Montagu Woodmass, Melchior Anderegg, Jean-Pierre Cachat y Peter Perren.
Unos días antes Edward Whymper, Jean-Antoine Carrel y Luc Meynet intentaron llegar a la cima por otro itinerario, pero debieron desistir por la inestabilidad de las rocas. Whymper después lamentará no haber elegido atravesar el glaciar des Grandes Murailles sobre la vertiente sudoeste, como la expedición precedente.
El primer ascenso invernal fue realizado por M. Piacenza, J. J. Carrell y G. B. Pellisier el 16 de enero de 1910. La pared norte, pared de 1300 metros, fue realizada por vez primera del grupo de escaladores Willi Welzenbach y Eugen Allwein el 10 de agosto de 1925.
La pared norte invernal quedó inviolada hasta que una expedición alemana (Gerhard Deves y Leo Herncarek), polaca (Jerzy Hajdukiewicz y Krzysztof Berbeka) y suiza (Eckhart Grassmann, Pierre Monkewitz y Dieter Naef) logró cumplir esta escalada entre el 14 y el 17 de marzo de 1964. Los alpinistas debieron ser socorridos durante el descenso y uno de ellos murió más tarde en el hospital.

## Ascensión
La vía normal de ascenso a la cima procede del Valpelline partiendo del lago de Place-Moulin (1950 m) y sirviéndose del Refugio Aosta (2781 m). Del refugio se recorre el glaciar des Grandes Murailles hasta el Colle de Tiefenmatten este 3.574 m y se ataca la cresta oeste que, alternando tramos de roca y de hielo, conduce a la cima.

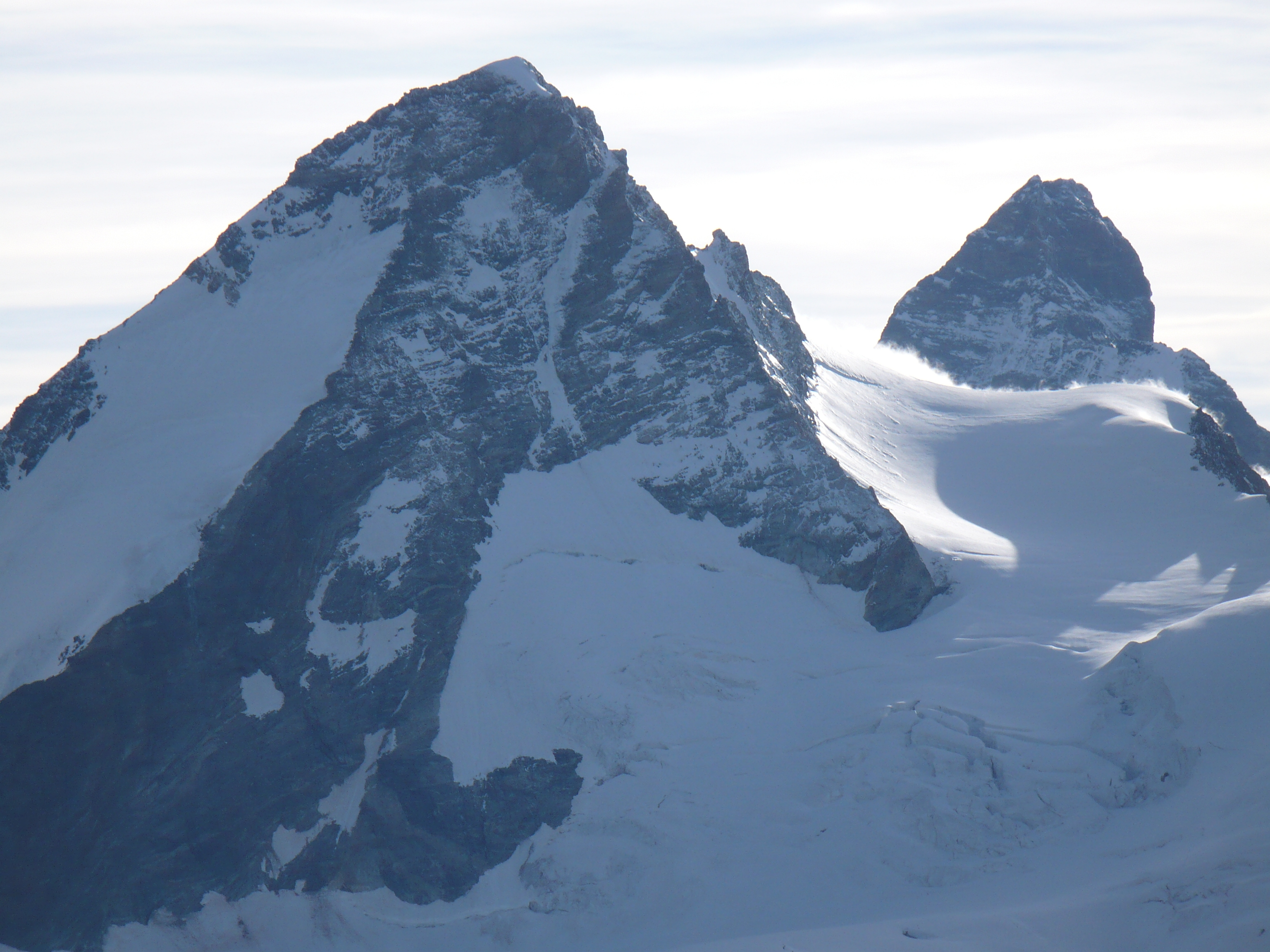
La Dent d'Hérens vista desde el monte Brulé. Al fondo el Cervino.

## Refugios y vivacs
El refugios y los vivacs que rodean la montaña son:
- Refugio Aosta - 2.788 m
- Vivac Paolo Perelli Cippo - 3.831 m
- Vivac Giorgio e Renzo Novella - 3.662 m
- Vivac Enzo e Nino Benedetti - 3.510 m
- Schönbielhütte - 2.694 m
- Vivac Camillotto Pellissier - 3.325 m

## Clasificación SOIUSA
Según la clasificación SOIUSA, el Dent d'Hérens da su nombre a un subgrupo con el código I/B-9.II-A.2.a. Forma parte del gran sector de los Alpes del noroeste, sección de los Alpes Peninos, subsección Alpes del Weisshorn y del Cervino, supergrupo Cadena Bouquetins-Cervino y Grupo Dent d'Hérens-Cervino.